# Чичваркін Євген Олександрович
Євгéн Олексáндрович Чичвáркін (рос. Евгений Александрович Чичваркин; нар. 10 вересня 1974, Ленінград, РСФСР) — російський підприємець, мільйонер, співзасновник та колишній співвласник мережі салонів стільникового зв'язку «Євросєть», деякий час лідер московського відділення опозиційної партії «Союз правих сил», політичний емігрант. З кінця 2008 року живе у Великій Британії, де відкрив винний магазин Hedonism Wines.

## Життєпис
Євген Чичваркін народився 10 вересня 1974 року. За власним визнанням, «фізично з'явився на світ» в Ленінграді (пряма цитата Чичваркіна: «Формально я з'явився на світ в Ленінграді, а зареєстрований в Москві (мама — ленінградка, тато — москвич)». Більшість джерел вказує містом народження Москву.
Його батько працював цивільним льотчиком, а мати — інженером-економістом в Міністерстві зовнішньої торгівлі СРСР (пізніше в Міністерстві промисловості і торгівлі Російської Федерації). Говорячи про етнічні корені, Чичваркін вказував, що його прапрадід був мокшею.
Після закінчення московської школи № 28 в 1991 році Чичваркін вступив до Державної академії управління, яку закінчив у 1996 році, отримавши диплом за спеціальністю «Економіка управління на автотранспорті».. В цей же час займався торгівлею на речових ринках.
З 1996 по 1998 роки навчався в аспірантурі академії.

### Керівництво компанією «Євросєть»
2 квітня 1997 року разом з другом Тимуром Артем'євим заснував компанію «Євросєть», що згодом стала найбільшим російським стільниковим рітейлером.
2 вересня 2008 року співробітники правоохоронних органів провели обшук у центральному офісі компанії «Євросєть», що був пов'язаний із розслідуванням справи про викрадення у 2003 році колишнього експедитора «Євросєті» Андрія Власкіна, який за версією захисту Чичваркіна, був підозрюваний службою безпеки компанії у крадіжках стільникових телефонів.
22 вересня 2008 року разом з Тимуром Артем'євим підписав угоду про продаж 100 % компанії «Євросєть» інвестиційній компанії ANN на чолі з підприємцем Олександром Мамутом. 24 жовтня 2008 компанія «Вимпел-Комунікації» придбала 50 % мінус одна акція компанії «Євросєть» у компанії ANN. Угода про продаж була завершена 3 лютого 2011 року.
16 листопада 2008 року Чичваркін очолив ще незареєстрований Московський відділ партії «Праве діло».. Також він був призначений відповідальним за брендінг партії. 2008 року на з'їздіпартії Єдина Росія Чічваркін був модератором секції «Нова еліта Росії».
20 листопада 2008 року стало відомо, що Чичваркін залишив пост голови ради директорів компанії «Євросєть»..

### Еміграція
До моменту свого від'їзду із країни проживав у трикутнику Нові Черьомушки — Університет — Проспект Вернадського. 22 грудня 2008 року вилетів у Лондон. У січні 2009 року Слідчий комітет при прокуратурі РФ порушив кримінальну справу стосовно Чичваркіна.
2 березня 2010 року заявив про те, що просить більше не асоціювати його з партією «Праве діло», оскільки складно працювати у проєкті із-за кордону.
3 квітня 2010 року 60-літню матір Чичваркіна, Людмилу Чичваркіну, знайшли мертвою вдома. За попереднім висновком судмедекспертів Чичваркіна впала та вдарилася скронею об край столу. Однак Чичваркін вважає, що це було вбивство.
11 травня 2010 року у своєму блозі у проєкті «Сноб» опублікував звернення до президента Росії Дмитра Медведєва. У якому знову звинуватив МВС Росії у залякуванні та вимаганні у нього грошей за продаж компанії «Євросєть» у 2008 році, а також звинуватив пенітенціарну систему в утриманні ув'язнених в негуманних умовах — у колишнього керівника служби безпеки «Євросєті» Бориса Левіна за час ув'язнення з 2008 року виявили гепатит С.
30 травня 2010 року під час мітингу «Московське чаювання», проведеного Лібертаріанською партією Росії, було організовано пряму телефонну лінію з Чичваркіним, під час якого він підтримав акцію на захист вільної економіки.
31 серпня 2010 року Чичваркін взяв участь у мітингу на захист 31-ї статті Конституції РФ перед будовою Посольства Росії у Лондоні.
У січні 2010 року Слідчий комітет Російської Федерації зупинив кримінальну справу стосовно Чичваркіна. Хоча Чичваркін заявив, що побоюється повертатися у Росію через можливі нові переслідування.
З березня 2012 року разом зі своїм другом Тимуром Артем'євим у Лондоні розпочинають винний бізнес «Hedonism Drinks Ltd», де Артем'єв став власником компанії, а Чичваркін виступив головним інвестором. Восени 2012 року Чичваркін відкрив відомий елітний магазин «Hedonism Wines» із відповідним дизайном на 700 м² у престижному районі Лондона Мейфер. До цього протягом двох років йшла підготовка відкриття магазину. Спочатку Чичваркін планував, що середня вартість пляшки коштуватиме 200 фунтів у його магазині, але потім його переконали продавати вино за ціну від 10 фунтів.
Наприкінці 2012 року заявив, що, можливо, повернеться до Росії через 5-6 років, але тільки при умові зміни чинного режиму.
У квітні 2016 року заявив про плани зайнятися позиціонуванням та брендінгом організації «Відкрита Росія». У квітні 2018 року під час розмови з Леонідом Парфьоновим сказав, що після президентських виборів у Росії, на яких переміг Володимир Путін, думки про повернення на Батьківщину, мабуть, треба залишити назавжди.

## Кримінальне переслідування
14 січня 2009 року слідство винесло постанову про притягнення Євгена Чичваркіна як обвинуваченого. Йому інкримінували частину 3 статті 126 (викрадення людини) і пункти «а», «б» частини 3 статті 163 (вимагання) Кримінального кодексу. В кінці грудня-початку січня Чичваркіну кілька разів направлялися повістки з викликом на допит. Оскільки слідство не змогло вийти з ним на зв'язок, його звинуватили заочно. Після цього його оголосили у федеральний розшук.
28 січня Басманний районний суд міста Москви санкціонував заочний арешт Чичваркіна. 2 березня судова колегія Московського міського суду ухвалила залишити постанову Басманного суду без змін, а касаційні скарги адвокатів без задоволення.
12 березня Чичваркін був оголошений у міжнародний розшук.
17 червня 2009 року Генеральна прокуратура направила у Велику Британію запит про екстрадицію Чичваркіна. 27 серпня Вестмінстерський магістратський суд виписав ордер на арешт, що зобов'язував його з'явитися у суді. 7 вересня Чичваркін був примусово доставлений до суду, але в той же день його відпустили під заставу у розмірі 100 000 фунтів стерлінгів.
22 вересня відбулися слухання про екстрадицію, суддя призначив розгляд справи по суті на 1 грудня. Чичваркіна знову відпустили під заставу у 100 000 фунтів стерлінгів, внесену раніше. У нього конфіскували документи для поїздок за кордон.
1 грудня Вестмінстерський магістратський суд переніс слухання по справі про екстрадицію на 2 серпня 2010 року, задовольнивши клопотання захисту, що потребував додаткового часу для перекладу з російської на англійську великої кількості документів по справі, а також підготовки списку свідків, яких адвокати збиралися викликати в суд.
2 серпня 2010 року Вестмінстерський магістратський суд переніс слухання по справі про екстрадицію Чичваркіна на 13 вересня. 13 вересня Вестмінстерський магістратський суд призначив основні слухання по справі про екстрадицію Чичваркіна на 21 березня 2011 року.
24 січня 2011 року Слідчий комітет Російської Федерації завершив кримінальну справу стосовно Чичваркіна, 26 січня був завершений його міжнародний розшук, а 17 лютого Вестмінстерський магістратський суд закрив справу про екстрадицію.

## Погляди Чичваркіна
Притримується лібертартаріанських економічних та політичних поглядів. На день народження Дмитра Медведєва Євген подарував йому роман Айн Ренд «Атлант розправив плечі».. У своєму блозі у 2008 році писав про роман:
Айн Ренд «Атлант расправил плечи». Об этой книге я бы хотел сказать особо. Это настоящая Библия предпринимательства. Она писалась 12 лет нашей бывшей соотечественницей Алисой Розенбаум и была опубликована в 1957 году. Я думаю, что это самое мощное произведение, и по своей сути и по значению, написанное в 20 веке. Несмотря на то, что роман реально очень большой, он пользуется постоянным спросом. За все эти годы было продано более 5 млн экземпляров и до сих пор продается более 100 тыс. экземпляров в год. Невозможно рассказать кратко, но основная идея в том, что капиталистический строй, по сути, является не только строем наивысшей справедливости, но и наивысшей морали. В романе описывается эпическая фантазия о том, как социал-популисты пришли к власти США, приведя страну к хаосу, голоду и гражданской войне. Очень натуралистично описано скидывание с себя ответственности, все ниже и ниже по структуре управления железной дороги, от начальника до пьяного машиниста, что приводит к жуткой трагедии в тоннеле. Очень похоже на российские регионы в период разложения советского строя. Финальную речь Джона Голта Айн Ренд писала 5 лет. В ней отражена концепция рационального эгоизма и индивидуализма.

Поклонниками Айн Ренд являются Алан Гринспен, Рональд Рейган. И ещё среди нескольких млн человек — у людей с доходом больше млн долларов в США, — эта книга популярнее, чем Библия. Настоятельно рекомендую прочесть это гениальное произведение. В «Евросети» эту книгу также можно читать в течение рабочего дня.
Так кто же такой Джон Голт?
Підтримував український Євромайдан, послідовний критик Президента Росії Володимира Путіна, політики Росії відносно України та початку тимчасової окупації Криму РФ. Після зміни влади в Україні 2014 року Чичваркін звертався до Президента України Петра Порошенка включити його у команду реформаторів. 7 липня 2015 року зустрівся з Прем'єр-міністром України Арсенієм Яценюком, після чого у ЗМІ з'явилися повідомлення про можливе призначення його головою Укрнафти (призначення не відбулося).
У грудні 2017 року під час дебатів з Володимиром Міловим на телеканалі «Дождь» Чичваркін розкритикував передвиборчу компанію Навального. За висловом бізнесмена, документ справляв враження, немов у його автора «біполярочка».
Восени 2020 року дав кошти на лікування Навального в берлінській лікарні Шаріте.

## Особисте життя
Колишня дружина − Антоніна. Має двох дітей від першого шлюбу:
- син Ярослав (1998 р.н.)
- донька Марта (2006 р.н.)

Розлучився у травні 2016 року.
Зустрічається із Тетяною Фокіною, керівником винного магазину «Hedonism Wines» та ресторану «Hide». Тетяна Фокіна народилася у Санкт-Петербурзі, закінчила філологічний факультет Санкт-Петербурзького університету, стажувалася у піар-агентстві, працювала у просвітницькому проєкті громадської організації «Відкрита Росія» Михайла Ходорковського «Відкритий університет». Пізніше переїхала до Лондона та очолила «Відкритий університет» У 2010 році познайомилася з Євгеном Чичваркіним, який на той час шукав керівника для свого магазина.
У шлюбі не перебуває, про що Тетяна розповідала в інтерв'ю лондонському журналу Zima.
2015 року народилася донька Аліса.
14 червня 2023 року народився син Лев